# Северное Карагие
Северное Карагие — нефтяное месторождение в Мангистауской области Казахстана, на полуострове Мангышлак. Относится к Южно-Мангыстауская нефтегазоносная область.

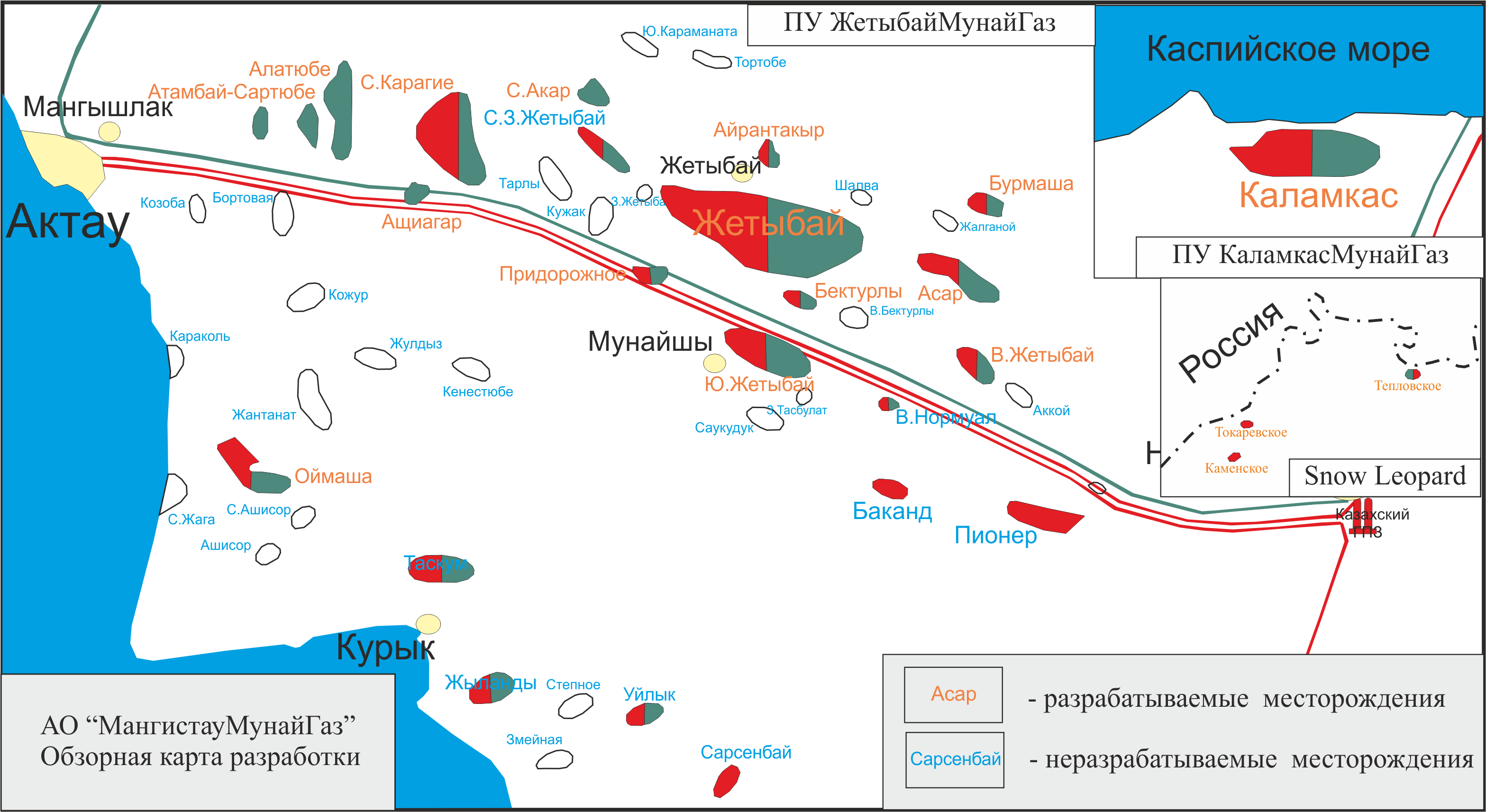
Месторождение Северное Карагие

Открыто в 1984 году. Залежи на глубине 3,6 — 3,8 км. Дебит нефти 40 т/сут. Плотность нефти 831 кг/м³, содержание серы 0,1 — 0,3 %.
Начальные запасы нефти – 8 млн тонн.
В настоящее время разработку месторождения ведёт компания ОАО "Мангистаумунайгаз". Добыча нефти 2010 году составила 22 тыс. тонн.
Центр добычи — город Актау.